# Linford Christie
Linford Ecerio Christie (ur. 2 kwietnia 1960 w Saint Andrew) – jamajski sprinter, reprezentujący Wielką Brytanię.

## Kariera sportowa
Mistrz olimpijski w biegu na 100 m (Barcelona 1992) oraz 2-krotny wicemistrz w biegu na 100 metrów i w sztafecie 4 × 100 metrów (Seul 1988). Mistrz świata w biegu na 100 metrów i wicemistrz w sztafecie 4 × 100 metrów (Stuttgart 1993). Brązowy medalista MŚ w biegu na 100 metrów (Rzym 1987) i w sztafecie 4 × 100 metrów (Tokio 1991). 3-krotny mistrz Europy w biegu na 100 metrów (1986, 1990, 1994), brązowy medalista ME w biegu na 200 metrów (1990). 3-krotny halowy mistrz Europy (1986 - 200 m; 1988 - 60 m; 1990 - 60 m), brązowy medalista HME (1988 – 200 m), 2-krotny halowy wicemistrz świata (1991 - 60 i 200 m). Rekordzista Europy w biegu na 100 m (9.87 w 1993). W 1999 zawieszony za stosowanie niedozwolonego dopingu. W 2004 jego rekord Europy na 100 m pobił Portugalczyk Francis Obikwelu.

## Rekordy życiowe
- bieg na 100 metrów – 9,87 były rekord Europy, najlepszy wynik na świecie w sezonie 1993, były rekord Wielkiej Brytanii
- bieg na 200 metrów - 20,09
- sztafeta 4 × 100 metrów – 37,77 były rekord Europy
- bieg na 60 metrów (hala) – 6,47 były rekord Europy
- bieg na 200 metrów (hala) – 20,25 aktualny rekord Europy, były rekord świata